# جيمس ريتشلردسون
جيمس ريتشلردسون (بالإنجليزية: James Richardson (explorer))‏ (و. 1809 – 1851 م) هو مستكشف من المملكة المتحدة . ولد في لندن .